# ARY News

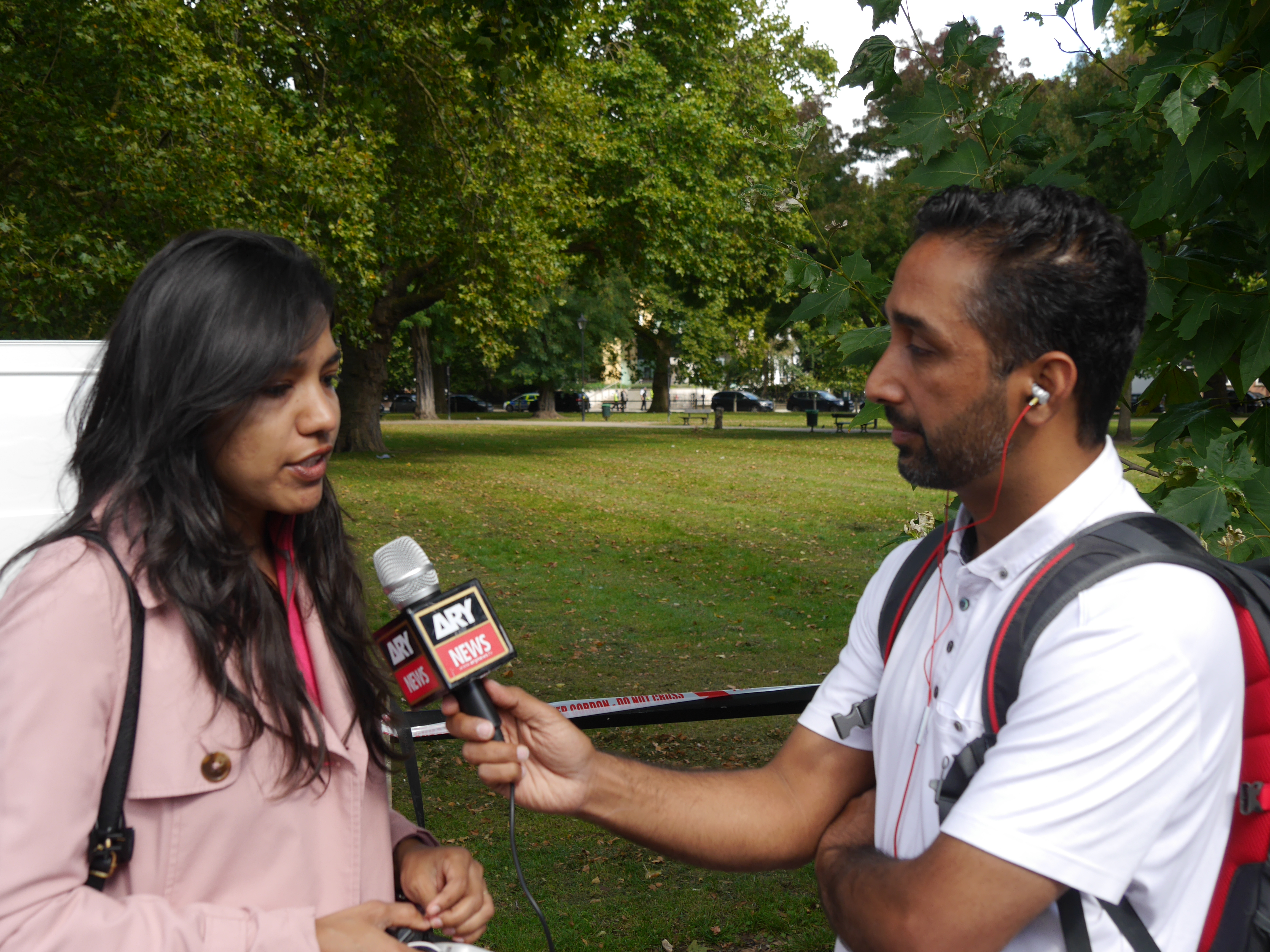
Noticias ARY, bombardeo Parsons Green

ARY News (en urdu: نیوز ARY)  es un canal de noticias pakistaní lanzado el 26 de septiembre de 2004. Un canal de noticias bilingüe en inglés y en urdu, es parte de ARY Digital Network, que es una subsidiaria de ARY Group. ARY es un acrónimo de Abdul Razzak Yaqoob, quien era el dueño del Grupo ARY.

## Red digital ARY
- ARY Digital - canal de entretenimiento general
- ARY Musik - canal de música
- ARY Qtv - canal religioso
- ARY Zindagi - canal de entretenimiento general
- ARY Sports - canal deportivo

## Disponibilidad internacional
ARY News está disponible en los Estados Unidos a través de Dish Network.  ARY Digital Network es una red de televisión paquistaní muy famosa. ARY News Live comenzó allí transmitido desde los EAU para los espectadores pakistaníes. Los canales de ARY News Live se transmiten en diferentes países del mundo. ARY News Live es una gran red de televisión urdu. ARY News Live comenzó su viaje con un canal de entretenimiento ARY News Live. Más tarde, ARY News Live amplió su red agregando diferentes canales. Agregaron un canal de noticias 24/7 con el nombre ARY News Live. ARY Network agregó algunos otros canales también. ARY News Live fue seguido por un canal de música ARY Musik y que un nuevo canal para los espectadores pakistaníes, fue ARY Zauq. ARY Network también lanzó un canal religioso basado en ARY QTV. Un canal de dibujos animados para Kids Nick también es parte de este canal y HBO Pakistán también está relacionado con ARY Network en cierta medida. 